# Hrabovec
Hrabovec és un poble i municipi d'Eslovàquia. Es troba a la regió de Prešov, al nord del país.

## Història
La primera referència escrita de la vila data del 1338.

## Demografia
| Godina             | 1994 | 2004    | 2014   | 2024   |
| ------------------ | ---- | ------- | ------ | ------ |
| Nombre de persones | 451  | 502     | 527    | 496    |
| Diferència         |      | +11,30% | +4,98% | −5,88% |

| Godina             | 2023 | 2024   |
| ------------------ | ---- | ------ |
| Nombre de persones | 495  | 496    |
| Diferència         |      | +0,20% |